# Branišovice
Branišovice är en ort i Tjeckien.   Den ligger i regionen Södra Mähren, i den sydöstra delen av landet, 190 km sydost om huvudstaden Prag. Branišovice ligger 218 meter över havet och antalet invånare är 519.
Terrängen runt Branišovice är platt.Runt Branišovice är det ganska tätbefolkat, med 78 invånare per kvadratkilometer. Närmaste större samhälle är Pohořelice, 5,1 km öster om Branišovice. Trakten runt Branišovice består till största delen av jordbruksmark.